# Emir Kujović
Emir Kujović (en ciríl·lic: Емир Кујовић) (nascut el 22 de juny de 1988) és un futbolista professional suec que juga com a davanter per l'IFK Norrköping.

## Carrera

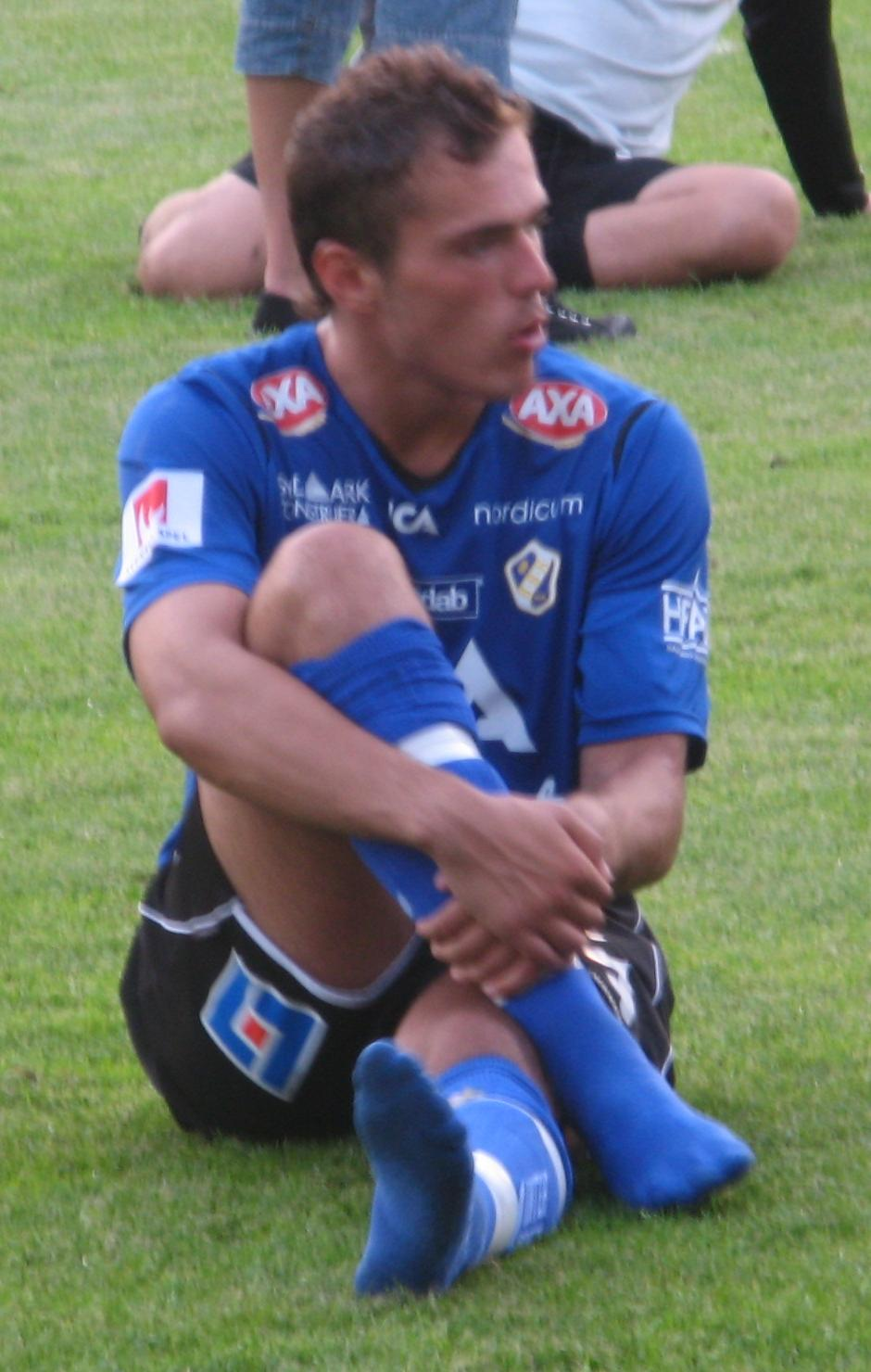
Kujovic el 2008 mentre era al Halmstads BK.

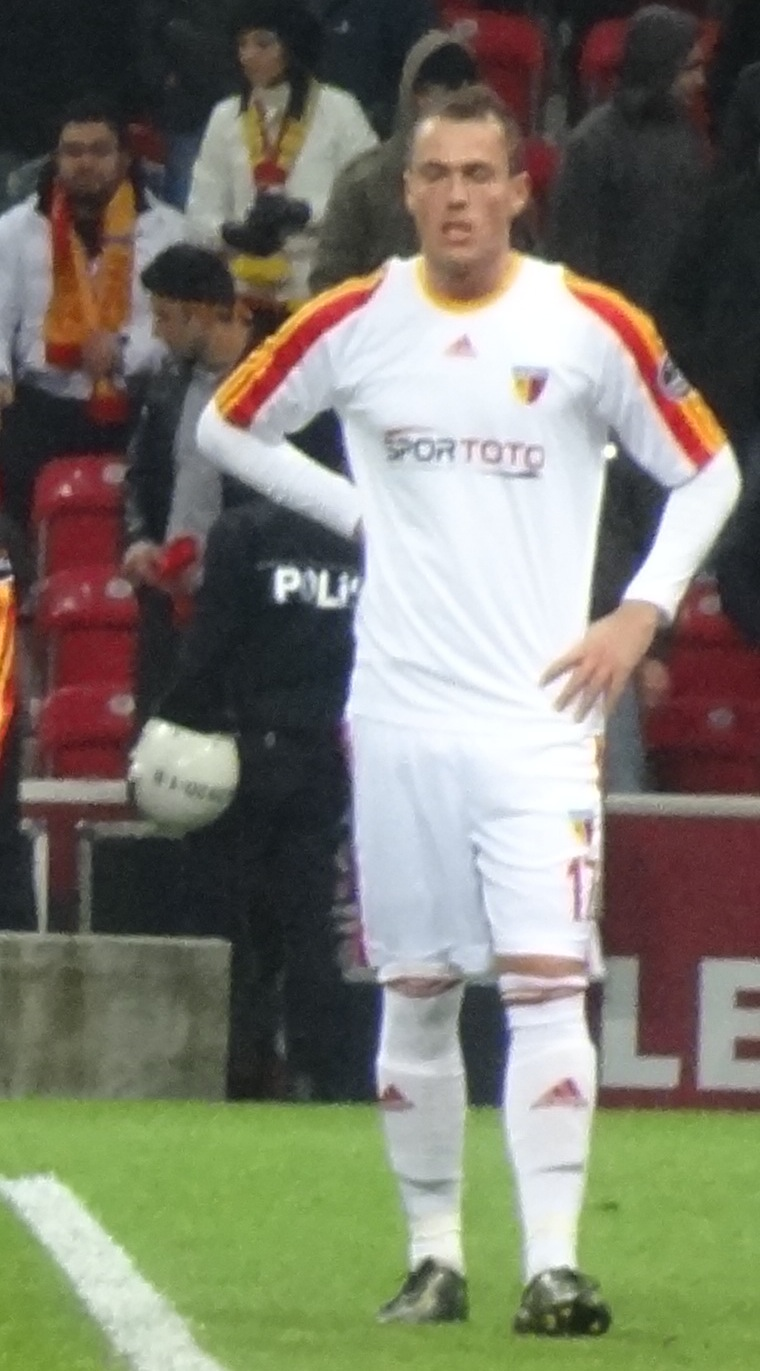
Kujovic jugant pel Kayserispor el 2011.

### Halmstads BK
Va començar la seva carrera a la Superettan al Landskrona BoIS;el 2007 va fitxar pel Halmstads BK però fou immediatament cedit al Falkenbergs FF de la Superettan per un any, el 2008 va retornar al Halmstads BK i hi debutà al primer partit de la temporada contra el Gefle IF (1-0) com a suplent.
Mentre era al Halmstads BK, hi va jugar amb el seu germà gran Ajsel Kujović, qui va jugar al club entre els anys 2006-2009.

### Kayserispor
Va ser contractat pel club turc Kayserispor l'octubre de 2010 amb un contracte per quatre anys començant el gener de 2011. El 5 de gener de 2011 va marcar el seu primer gol pel Kayserispor a l'Ankaragücü. El 2013 també va jugar, com a cedit, tres partits amb l'Elazığspor.

### IFK Norrköping
El 9 d'agost de 2013 Emir va signar un contracte per 3 anys i mig amb l'IFK Norrköping, on es va reunir amb el seu exentrenador a l'Halmstads BK, Janne Andersson.

## Carrera com a internacional
Kujović va debutar per la selecció sueca Sub-21 el 27 de març de 2009 contra Bèlgica. Fou convocat amb la selecció absoluta de Suècia per enfrontar-se a Dinamarca als play-off de classificació per l'Eurocopa 2016 el novembre de 2015.

## Vida personal
Kujović és musulmà practicant, i descendeix de Bosnians. És el germà petit d'Ajsel Kujović, qui també és futbolista professional.

## Palmarès

### Club
IFK Norrköping
- Allsvenskan: 2015

### Individual
- Màxim golejador de l'Allsvenskan: 2015